# Ji-samurái
Ji-samurái (地侍?), también conocido como kokujin (国人?), fue el señor de pequeños dominios rurales en el Japón feudal, Samuráis-granjeros, donde Ji (地?), denota tierra o suelo.
Utilizaban sus relativamente pequeñas parcelas de tierra para formas intensivas y diversificadas de agricultura.
Los Ji-Samurái se diferenciaban del Samurái debido a que los primeros eran también agricultores que no habían tenido relaciones familiares largas, pero con el paso de los años y la contratación informal menos común, la tradición familiar de servicio a una familia samurái se desarrollaría.
El Ji-Samurái trató de ser lo más productivo y autosuficiente como fuese posible, con la esperanza de obtener riqueza y poder. Independiente y fuertemente unido a su tierra, muchos Ji-Samuráis formaron ligas para la defensa común llamadas Ikki, y tomaron parte en las revueltas agrarias de los siglos 16 y 17, así como de un buen número de eventos anteriores.

## Causas de su existencia

### Influencia de monjes budistas
Debido a que sus creencias religiosas no les permiten llevar a cabo ciertas formas de espionaje, fue necesario que los monjes budistas que se hicieran amigos y enseñasen artes marciales a algunos de los agricultores locales, los que fueron llamados al acto como guerreros cuando era necesario. Estos Ji-samurái (guerreros agricultores) tomaron como un gran honor ser enseñados en el ninjutsu (el arte de la paciencia o el sigilo basada en el principio de Ninpo).
Algunos Jisamurai, sobre todo los que estaban altamente calificados, más tarde se convirtiéron en guerreros profesionales llamados Samurái o Bushi.

### Herencia de tierras
Una de las causas principales para el aumento en el número de propietarios de tierras más pequeños fue una disminución de la costumbre de la primogenitura.
Hacia el final del Período Kamakura, la herencia se empezó a dividir entre los hijos de un señor, por lo que las tenencias de cada heredero, y por lo tanto su poder, era más pequeño. Guerreros fueron asignados a un pedazo de tierra el cual tenía una granja. Los Ji-Samurái fueron campesinos que tenían que prestar servicios armados al señor a quien servían en caso de guerra. Vivían en casas fortificadas (Yashiki) y tenían que tener su propia montura y armadura.
Con el tiempo, muchos de los feudos más pequeños llegaron a ser dominados por el Shugo, alguaciles o agentes de policía que eran administradores nombrados por el shogunato de supervisar las provincias.
Resentidos y desconfiados de la interferencia de los funcionarios del gobierno, se unieron en ligas llamadas Ikki.
Los levantamientos que resultaron, sobre todo cuando el Shugo trató de hacerse con el control de provincias enteras, también fueron llamados Ikki; algunos de los más grandes y más famosos tuvieron lugar en la Provincia de Wakasa en la década de 1350.

## Fuerza guerrera
Además, el Ji-samurái representaba una fuerza considerable en muchas de las guerras de Japón.
A pesar de su baja condición individual, los Ji-samurái fueron una parte considerable de la clase noble (guerrera), y con frecuencia su favor podría decidir una batalla o una guerra.

## Importancia en la vida rural
A los Ji-samurái a veces se les refirió también a como Dogō, en representación de su importancia en la vida rural. Puede ser que hayan mantenido tierras valoradas, en promedio, en cincuenta koku y aunque sus tenencias eran pequeñas en comparación con algunos otros señores, requerían manos extra para ayudar a tener los campos.
Trabajadores campesinos, llamados Hikan o Nago, que a menudo mantenían pequeñas áreas en sus propios campos, eran contratados, y solían vivir muy cerca de la casa del señor en el pueblo. Incluso algunos de los más pequeños de estos pueblos rurales estaban organizados como fortalezas en miniatura, con paredes o incluso fosos alrededor de la casa del Señor, y otros con muros alrededor de la sección principal del pueblo.
Este acuerdo entre los trabajadores campesinos y Ji-samurái terratenientes se complicó después de la imposición de una encuesta de tierra, un censo, y los impuestos de Toyotomi Hideyoshi al final del siglo XVI, y muchos campesinos adquirieron mayor independencia, pero el sistema se mantuvo en su lugar en su mayor parte.